# ジャマイカ史年表
ジャマイカ史年表（ジャマイカしねんぴょう）は、ジャマイカの歴史年表である。

## 発見前史
- 11世紀頃　タイノ族・アラワク族がジャマイカに定住。
- 1494年5月4日　クリストファー・コロンブスが2度目の航海でジャマイカに上陸。
- 1503年　コロンブスは4度目の航海で再びジャマイカに上陸。

## スペイン領
- 1509年　スペインは島の領有権を主張、島をサンティアゴと命名する。
- 1517年　スペインはジャマイカに最初の黒人奴隷が連れてこられる。
- 1534年
- 1538年　首都がキングストン近郊のヴィラ・デ・ラ・ヴェガ（現在のスパニッシュ・タウン）に移される。
- 1655年5月　イギリス海軍提督のペンとベナブルズ将軍が侵攻し、実効支配する。
- 1657年　海賊とスペイン軍の攻撃の防御のため、ポート・ロイヤルに首都が移される。オーチョ・リオスの戦いでスペイン軍がイギリス軍に敗れる。
- 1658年　リオ・ヌエボの戦いでスペイン軍がイギリス軍に敗れる

## イギリス領
- 1670年　マドリード条約を通して正式にスペインからイギリス領となる。
- 1692年　当時の首都ボート・ロイヤルが、大地震で壊滅状態となり、スパニッシュ・タウンに遷都する。
- 1731年　マルーンによる第1次マルーン戦争が起こる。
- 1739年　第1次マルーン戦争は停戦合意により終結する。
- 1760年　タッキーの反乱(Tacky's Rebellion)が起こる。
- 1795年　第2次マルーン戦争 (Second Maroon War) が起こる。

## 19世紀〜独立まで
- 1807年　英国議会は、アフリカ、ジャマイカ間の奴隷貿易を廃止する。
- 1831年　奴隷でありバプテスト教会の説教師であったサム・シャープ (Sam Sharpe) が起こした反乱、バプテスト戦争が起こる。
- 1833年　奴隷制度廃止法案が英国議会で可決される。
- 1834年　奴隷制が廃止される。
- 1838年8月1日　徒弟制度も廃止され、黒人は、貧しいながらも完全なる自由を獲得する。
- 1865年10月1日　ポール・ボーグルによるモラント・ベイの反乱（ジャマイカ事件）が起こる。事態の終息のため英国王室が介入することになり、植民地議会制度を廃止する。
- 1872年　首都を港湾都市として発展したキングストン (ジャマイカ)に移す。
- 1920年代　砂糖産業の衰退に伴って、都市に流入した新たな労働者層の組合が作られた。
- 1930年代　世界的な大恐慌により、中産階級と賃金労働者階級に重大な影響を与え、昇給などの労働条件の改善を求めて暴動やストライキが多発する。
- 1938年　ノーマン・マンリーが人民国家党 (PNP)を結党する。
- 1943年　アレクサンダー・バスタマンテがジャマイカ労働党 (JLP)を結党する。
- 1944年　「ジャマイカに関する勅令」により、普通選挙による議会が設置され、同時に総選挙が実施される。
- 1957年　自治政府が認められる。

## 独立
- 1962年8月6日　正式に独立。カリブ海英領植民地の中で最初に独立を達成。
- 1966年　ハイレ・セラシエ1世がジャマイカを来訪。
- 1969年　非核保有条約に調印。変動為替相場を導入。
- 1972年　総選挙により人民国民党のマイケル・マンリーが首相になる。彼は社会主義的政策を推し進めキューバとの交流を深める。
- 1988年9月　ハリケーン・ギルバートにより甚大な被害を受ける。
- 1992年　マイケル・マンリーは引退し、ジャマイカ労働党のパーシバル・パターソンが第6代首相になる
- 2002年　総選挙では、人民国家党が全60議席中34議席（ジャマイカ労働党は26議席）を獲得してかろうじて勝利。4期連続して政権を担当することとなる。
- 2003年6月　地方選挙が実施され、野党のジャマイカ労働党が10の教区とキングストン及びセント・アンドリュー教区で過半数の当選者を輩出する。
- 2006年5月　ジャマイカ初の女性首相、ポーシャ・シンプソン＝ミラー(人民国民党)がジャマイカの第7代首相になる。
- 2007年9月11日　2007年総選挙によりジャマイカ労働党のブルース・ゴールディングが第8代首相となる。